# Рум’янцево (Кстовський район)
Рум’янцево (рос. Румянцево) — присілок в Кстовському районі Нижньогородської області Російської Федерації.
Населення становить 110 осіб. Входить до складу муніципального утворення Ближнеборисовська сільрада.

## Історія
Від 2009 року входить до складу муніципального утворення Ближнеборисовська сільрада.

## Населення
| 2002 | 2010 |
| ---- | ---- |
| 123  | ↘110 |